# Trdnjavski grad
Trdnjavski grad  (nemško Zwingburg)  (nemško: Zwingburg) ali prisilen grad je bil močno utrjen, srednjeveški grad zgrajen da dominira nad okolico. Taki gradovi so bili zgrajeni predvsem v visokem in poznem srednjem veku, da bi zaščitili tako okolico, na območjih, kjer populacija ni bila ocenjena kot popolnoma zvesta vladarju. Zaradi slabe infrastrukture srednjeveške Evrope, je bila gradnja gradov med najpomembnejšimi načini izvrševanja oblasti, kjer je bila urejena kraljeva pravica (znane kot regalije).

## Galerija
- Moritzburg (Halle)
- Alte Burg (Koblenz)
- Citadela Petersberg (Erfurt)
- Veste Oberhaus (Passau)
- Forte Spagnolo (L’Aquila, Italy)
- Castello di San Giusto (Trst, Italija)